# Henryk Szeryng
Henryk Bolesław Szeryng (ur. 22 września 1918 w Warszawie, zm. 3 marca 1988 w Kassel) – meksykański skrzypek, z pochodzenia polski Żyd, który w czasie II wojny światowej osiadł na stałe w Meksyku; w 1946 roku został tam naturalizowany.

## Życiorys

### Rodzina
Pochodził z rodziny żydowskiej. Był drugim dzieckiem Szymona Serek-Szerynga (1885–1944) i Salome Aliny Szeryng-Woznickiej z domu Szwajs (1887–1969). Ojciec Szymon Szeryng był przedsiębiorcą i zapalonym śpiewakiem-amatorem, właścicielem dwóch warszawskich kin „Atlantic” i „Imperial” oraz zarządcą lasów w województwie wołyńskim. Działał w żydowskich warszawskich organizacjach charytatywnych. Był oficerem rezerwy Wojska Polskiego. Zginął 1 sierpnia 1944 r. podczas powstania warszawskiego. Matka, Salome Alina Szeryng była utalentowaną pianistką koncertową. Jako pierwsza uczyła muzyki swego 5 letniego syna Henryka. Podczas II wojny światowej została prezesem Polskiego Czerwonego Krzyża we Francji.
Starszy brat Henryka Szerynga, Georges Szeryng (1910–1989) studiował grę na skrzypcach oraz śpiew, a także inżynierię mechaniczną i prawo. W późniejszym czasie został adwokatem i pod koniec II wojny światowej zamieszkał w Paryżu.
Szeryngowie przed wojną mieszkali w Warszawie przy ulicy Zielnej 24.

### Dzieciństwo
Jako 5-letnie dziecko pobierał naukę gry na fortepianie od swej matki, następnie jako 7-latek zaczął uczyć się gry na skrzypcach u M. Frenkela w Warszawie. W wieku 8 lat za namową Bronisława Hubermana wyjechał do Berlina, by studiować grę skrzypcową u W. Hessa, Carla Flescha a następnie w Paryżu u Jacques'a Thibaud i Gabriela Bouillon. Studiował również w Paryżu kompozycję u Nadii Boulanger.

### Początki kariery muzycznej
Debiutował w Filharmonii Warszawskiej w 1933 wykonaniem Koncertu Skrzypcowego Brahmsa, wzbudzając powszechny podziw swą wirtuozerią. W tym czasie odbył tournée po Bukareszcie, Wiedniu i Paryżu, zdobywając uznanie publiczności i krytyki muzycznej.

### Działalność w czasie wojny
W czasie II wojny światowej był oficerem łącznikowym i tłumaczem (znał 7 języków) rządu polskiego na uchodźstwie. Występował również z koncertami dla żołnierzy alianckich w obozach wojskowych i szpitalach polowych. Towarzyszył Władysławowi Sikorskiemu podczas misji w Meksyku, gdzie pozostał do czasów powojennych i przyjął obywatelstwo meksykańskie. Wykładał w klasie skrzypiec na Narodowym Uniwersytecie Meksyku.

### Rozwój kariery po wojnie
W połowie lat 50. ponownie wrócił jako skrzypek na światowe estrady spotykając się z uznaniem publiczności i krytyków. Występował z najsłynniejszymi orkiestrami i dyrygentami w całej Europie, obu Amerykach, Afryce i Azji. W swoim repertuarze miał ponad 40 koncertów i kilkadziesiąt sonat kompozytorów wszystkich epok.
Sławę przyniosły mu interpretacje koncertów Bacha, Beethovena, Brahmsa, Mendelssohna-Bartholdy'ego, Mozarta, Paganiniego, Czajkowskiego, Wieniawskiego, a także twórców XX wieku – Bartóka, Berga, Chaczaturiana, Prokofjewa, Szymanowskiego, Sibeliusa.

### Repertuar i dyskografia
Henryk Szeryng miał szeroki repertuar muzyki współczesnej, wielu kompozytorów pisało dla niego nowe utwory m.in. Manuel María Ponce, Peter Racine Fricker, Camargo Guarnieri, Rodolfo Halffter, Jean Martinon, Benjamin Lees, Carlos Chávez, Julián Carrillo, Roman Haubenstock-Ramati.
Nagrał ogromną liczbę płyt dla firm RCA, Decca, Philips, Deutsche Grammophon, Mercury. Otrzymały one sześciokrotnie Grand Prix du Disque (m.in. z koncertami Bacha, Beethovena, Brahmsa, Chaczaturiana, Cháveza, Czajkowskiego, Lalo, Prokofjewa i Sibeliusa).
Szeryng był doradcą muzycznym przy UNESCO. Uczestniczył w pracach jury Konkursu im. Henryka Wieniawskiego w Poznaniu.

## Odznaczenia
M.in.:
- Krzyż Komandorski Orderu Odrodzenia Polski (1956)
- Krzyż Oficerski Orderu Odrodzenia Polski
- Krzyż Kawalerski Orderu Odrodzenia Polski
- Złoty Krzyż Zasługi (1986)
- Odznaka honorowa „Zasłużony dla Kultury Polskiej” (1970)
- Krzyż Oficerski Orderu Zasługi Kulturalnej (1935, Rumunia)
- Krzyż Komandorski Orderu Lwa (1966, Finlandia)
- Złoty Medal Zasłużonych dla Kultury i Sztuki (1974, Włochy)
- Krzyż Oficerski Orderu Korony (1976, Belgia)
- Krzyż Oficerski Orderu Legii Honorowej (1984, Francja)
- Krzyż Kawalerski Orderu Legii Honorowej (1972, Francja)
- Krzyż Komandorski Orderu Sztuki i Literatury (1975, Francja)
- Krzyż Oficerski Orderu Sztuki i Literatury (1964, Francja)
- Krzyż Komandorski Orderu św. Karola (1975, Monako)
- Krzyż Komandorski Orderu Edukacji Publicznej (1975, Portugalia)
- Krzyż Komandorski Orderu Alfonsa X Mądrego (1972, Hiszpania)
- Order Jugosłowiańskiej Flagi ze Złotą Gwiazdą (1977)